# Carl Albrecht von Goldstein
Carl Albrecht von Goldstein (* 24. November 1638 in Halle (Saale), † 15. Oktober 1683 in Hamburg) war ein kurfürstlich-sächsischer Geheimer Rat und zuletzt als Geheimer Rat und Statthalter von Land Hadeln im Dienst des Herzogs von Sachsen-Lauenburg.

## Leben
Er stammte aus dem in den Adelsstand erhobenen Halleschen Stadtgeschlecht Goldstein und war der Sohn von Carl Albrecht von Goldstein (einem Sohn des Carl Goldstein) und dessen Ehefrau Christina geborene Röhlingen (oder von Hirschfeld aus dem Hause Wildburg). Aus der Erbmasse des Vaters übernahm er das Rittergut Passendorf bei Halle (Saale). Goldstein war zunächst Kammerjunker der Herzogsgemahlin in Stuttgart, wechselte dann nach als Geheimer Rat nach Weißenfels und wurde Vizedirektor der Ritterschaft im Stift in Merseburg. 1680 wechselte er als Geheimer Rat und Statthalter im Land Hadeln in den Dienst des Herzogs von Sachsen-Lauenburg und verließ Sachsen.

## Familie
Er heiratete 1665 Barbara Margarethe geb. von Schönberg (1646–1666) und 1670 Maria Christina geb. von Rondeck, letzte ihres Geschlechts.
Carl Gottlob von Goldstein (* 16. April 1678 in Passendorf; † 28. April 1755 ebenda), Erb-, Lehns- und Gerichtsherr auf Passendorf und Angersdorf, königlich-polnischer und kurfürstlich-sächsischer Hofrat, auch Oberhofmeister zu Forst und zuletzt in Merseburg, war sein Sohn und Lehnsfolger.
Sein weiterer Sohn Carl Christian (* 18. Dezember 1678 ?) wurde Sächsisch Merseburgischer Hofrat.